# Scooter Forever
Scooter Forever je devatenácté studiové album německé hudební skupiny Scooter. Bylo vydáno 1. září 2017. Obsahuje 25 skladeb na dvou CD.
Album je zaměřeno takřka ryze na hardstyle a jumpstyle, což je po komerčně zaměřeném albu Ace velkým překvapením. Přední obal je velmi podobný obalu alba Back To The Heavyweight Jam s logem kapely – megafonem přes celý obal. Součástí alba je druhé CD sestavené s remixů vybraných hitů Rave a Trance éry. Kromě základní 2CD edice alba vyšla ještě limitovaná verze, která navíc obsahuje nálepky a šálu s nápisem Scooter. Album vyšlo také na LP.
Albu předchází singly Bora! Bora! Bora! a My Gabber. Poté vyšel In Rave We Trust (Amateur Hour).

## Seznam skladeb - CD1 (The Album)
| Pořadí | Název                                  | Délka |
| ------ | -------------------------------------- | ----- |
| 1.     | Foreplay                               | 1:44  |
| 2.     | In Rave We Trust                       | 3:15  |
| 3.     | Bora! Bora! Bora!                      | 3:12  |
| 4.     | My Gabber                              | 2:53  |
| 5.     | Wall of China (See the Light)          | 4:08  |
| 6.     | Shooting Stars (Move It to the Left)   | 3:44  |
| 7.     | When I'm Raving                        | 3:10  |
| 8.     | Scooter Forever                        | 3:21  |
| 9.     | As the Years Go By                     | 2:57  |
| 10.    | Wild and Wicked                        | 2:58  |
| 11.    | The Roof                               | 3:21  |
| 12.    | Kiss Goodnight                         | 3:59  |
| 13.    | Kill the Cat (Scooter & Dave202)       | 3:31  |
| 14.    | The Darkside                           | 2:53  |
| 15.    | Always Look on the Bright Side of Life | 2:18  |

## Seznam skladeb - CD2 - Selected Rave Classics Reworked by Scooter
| Pořadí | Název              | Délka |
| ------ | ------------------ | ----- |
| 1.     | Universal Nation   | 4:30  |
| 2.     | Symmetry C         | 3:39  |
| 3.     | Unfuture           | 3:13  |
| 4.     | The First Rebirth  | 4:08  |
| 5.     | Sacred Cycles      | 3:21  |
| 6.     | Burning Phibes     | 3:44  |
| 7.     | Lost in Love       | 3:32  |
| 8.     | The House of House | 3:53  |
| 9.     | Lost in Space      | 3:56  |
| 10.    | Tales of Mystery   | 3:19  |